# 國廣敏文
國廣（国広） 敏文（くにひろ としふみ 、1950年11月19日 - ）は、日本の政治学者。専門は、政治学、政治社会学、比較政治、フランス現代政治。立命館大学名誉教授。
広島県大竹市生まれ。1969年3月、私立崇徳高等学校卒業。1975年3月、明治大学政治経済学部政治学科卒業。その後、同大学院政治経済学研究科政治学専攻修士課程修了、同専攻博士課程単位取得退学。明治大学では田口富久治教授（名古屋大学名誉教授）に師事。1990年4月より立命館大学産業社会学部助教授、1998年に教授、2016年3月定年退職。続いて2021年3月まで特別任用教授。

## 経歴
- フランス国ボルドー政治学院（Institut d'études politiques de Bordeaux、Science Po Bordeaux）客員教授（1995年8月-1996年9月）、パリ第Ⅰ大学パンテオン・ソルボンヌ（Université Paris 1 Panthéon-Sorbonne）政治システム比較分析センター客員研究員（2003年9月-2004年9月）。
- 立命館大学大学院部長（2000年4月-2003年3月）、立命館大学産業社会学部長・社会学研究科長（2005年4月-2009年3月）。学校法人立命館常務理事（2009年4月-2014年12月）。立命館副総長職務代行（2015年1－2月）。
- 学校法人立命館理事・評議員（2005年4月-2016年7月）。
- 日本私立大学連盟学生委員会委員長（2011-2016年度）。
- 日本学生支援機構（JASSO)奨学金事業運営協議会委員（2012-2016年度）。
- 学校法人大阪初芝学園理事・評議員（2008年9月-2021年3月）。
- 学校法人大阪初芝学園副理事長（2015年7月-2020年3月）、同学園学園長（2020年4月-2021年3月）。
- 立命館大学スポーツ強化対策室長（1993年度）。
- 立命館大学スポーツ強化センター長（2009年4月ｰ2014年12月）。
- 立命館大学体育会男子バスケットボール部部長（1994-1996年度）。
- 立命館大学体育会日本拳法部部長（1997-2011年度）。日本拳法京都府連盟参与（1998年-　）。
- 立命館大学体育会硬式野球部部長・関西学生野球連盟理事（2012-2015年度）。
- 立命館スポーツフェロー顧問（2010-2015，2018年-　）。

## 論文
- 「「国家社会学」の射程――「比較国家論」への諸前提」『名古屋大学法政論集』131号（1990年）
- 「現代フランスにおける政治的エコロジー運動の生成と展開――政党化をめぐるディレンマ」『立命館法学』245号(1996年)
- 「現代フランスにおけるエコロジー運動の政治社会学――運動の担い手の問題を中心に」『立命館産業社会論集』33巻3号（1997年）

## 著書

### 共編著
- （田口富久治・中谷義和編）『現代政治の理論と動態』（童学草舎、1986年）
- （高橋伸一編著）『社会科学概論』（法律文化社、1999年）
- （田口富久治・中谷義和編）『比較政治制度論』（法律文化社、初版1994年・新版1999年・第三版2006年）
- （加藤哲郎・國廣敏文編）『グローバル化時代の政治学』（法律文化社、2008年）
- （中谷義和ほか）『ポピュリズムのグローバル化を問う』（法律文化社、2017年）

### 訳書
- （ピエール・ビルンボーム）『現代フランスの権力エリート』（日本経済評論社、1988年）
- （デイヴィッド・ヘルド編）『グローバル化とは何か――文化・経済・社会』（法律文化社、2002年）
- （ アンソニー・マグリュー編）『変容する民主主義――グローバル化のなかで』（日本経済評論社、2003年）
- （ ボブ・ジェソップ）『資本主義国家の未来』（御茶の水書房、2005年）
- （ダニエル・アーチブージ）『グローバル化時代の市民像―コスモポリタン民主政へ向けて』（法律文化社、2010年）